# Keppel Corporation
Keppel Corporation — сингапурский конгломерат, основным направлением деятельности которого является производство морских буровых установок для глубоководной добычи нефти и газа (в этой сфере крупнейшая компания в мире), также активен в сферах недвижимости, инфраструктуры и управления активами.
Прежние названия:
- Singapore Drydock and Engineering Co. (Pte) Ltd.
- Keppel Shipyard (Pte) Ltd.
- Keppel Hitachi Zosen

Поглощения и слияния:
- Singmarine
- Far East Levingston Shipbuilding Ltd.
- Straits Steamship Land
- Cebu Shipyard and Engineering Works
- Hitachi Zosen

## История
Компания названа по гавани Кеппел (англ. Keppel Harbour), основной глубоководной гавани Сингапура, которая, в свою очередь, была названа в честь открывшего её адмирала Генри Кеппела (англ. Henry Keppel). В 1859 году в гавани был открыт первый док, через два года была основана компания по обслуживанию и ремонту судов в этой гавани. В 1911 году британскими колониальными властями был создан Совет по гаваням (англ. Singapore Harbour Board). С обретением Сингапуром независимости в 1965 году этот совет был переименован в Администрацию порта Сингапура (англ. Port of Singapore Authority), подчинённую правительству и включавшую департамент доков. В 1968 году этот департамент основал компанию Singapore Drydock and Engineering Co. (Pte) Ltd., вскоре переименованную в Keppel Shipyard (Pte) Ltd. Расширение сферы деятельности в судостроение началось в 1971 году с покупкой 40-процентного пакета акций компании Far East Levingston Shipbuilding Ltd. (в 1980 году были куплены остальные акции). В 1975 году Keppel провела первичное размещение акций, однако государство сохранило за собой контрольный пакет (через Temasek Holdings). Также в 1975 году был создан первый зарубежный филиал, Keppel Philippines Shipyard (на Филиппинах), в следующем году был поглощён конкурент Singmarine, а в 1977 году был открыт первый сухой док компании, Temasek Dock, через пять лет второй, Raffles Dock.
В 1978 году была основана финансовая компания Shing Laong Credit. В 1983 году Keppel вышла на рынок недвижимости, купив компанию Straits Steamship Land. Эта компания была основана в 1890 году и первоначально занималась морскими перевозками, но в начале 1970-х годов переориентировалась на операции с недвижимостью. В составе Keppel компания быстро росла, скупая недвижимость в Сингапуре, а к концу 1980-х годов и в других странах Азии, и в 1989 году была выделена в самостоятельную компанию Straits Steamship Land Limited. Из части активов Straits Steamship, не связанных с недвижимостью, была сформирована другая компания, Steamers Maritime Holdings, с отдельным листингом на Сингапурской бирже, но над которой Keppel сохранила контроль. Эта компания, несмотря на название («Пароходный морской холдинг»), стала основой для выхода на рынок телекоммуникаций; к 1997 году, полностью свернув судоходный бизнес, компания сменила название на Keppel T&T и запустила сеть сотовой связи M1 (англ. M1 Limited).
Основная компания в 1986 году сменила название на Keppel Corporation и продолжала развивать направления судостроения и портового хозяйства. В 1987 году дочерняя компания Singmarine Shipyard слилась с Singapore Slipway в новую компанию Singmarine Industries, также с отдельным листингом на бирже. Расширялась и география деятельности, в 1989 году была куплена филиппинская компания Cebu Shipyard and Engineering Works, а в 1990 году — доля в верфи в Браунсвилле (Техас), через два года доля была доведена до 100 %. Также были куплены верфи в Объединённых Арабских Эмиратах, Индии и Азербайджане, появились отделения в Болгарии, Вьетнаме, Таиланде и других странах. За 1990-е годы Keppel Corporation вышла в мировые лидеры в изготовлении бурового оборудования для глубоководной добычи и в оснащении судов оборудованием для погрузки и хранения товаров.
Финансовое подразделение также развивалось, в 1988 году были куплены финансовая компания Sim Lim Finance и брокерская контора EG Tan Stockbrokers, а в 1990 году — Asia Commercial Bank, переименованный в Keppel Bank. В 1998 году, однако, этот банк был объединён с Tat Lee Bank, и в 2001 году поглощён Oversea-Chinese Banking Corporation.
В 1999 году дочерняя компания Keppel Shipyard объединилась с японским конкурентом Hitachi Zosen, образовав Keppel Hitachi Zosen, но в 2002 году Keppel Corporation удалось установить полный контроль над этим партнёрством, преобразовав его в дочернюю компанию Keppel Offshore & Marine, в которую вошли все верфи корпорации; в том же году их список пополнился роттердамской верфью Verolme Botlek, а в 2003 году — инженерно-строительным предприятием в Казахстане.
В декабре 2017 года корпорация была оштрафована на $570 млн по результатам расследования коррупционного скандала в Бразилии.

## Руководство
- Ли Бунь Ян (Lee Boon Yang) — независимый неисполнительный председатель совета директоров с 2009 года; также он с 2011 года — председатель совета директоров Singapore Press Holdings; с 1984 по 2011 год был членом парламента Сингапура, с 2003 по 2009 год был министром информации, коммуникаций и искусств.
- Ло Чинь Хуа (Loh Chin Hua) — главный исполнительный директор с 2014 года[8].

## Деятельность
Основные подразделения:
- Offshore & Marine — проектирование, производство, ремонт и модернизация морских буровых установок, а также переоборудование и ремонт судов (в частности для транспортировки сжиженного газа); оборот — $1,802 млрд, чистый убыток — $835 млн, сотрудников — 15,6 тысяч.
- Infrastructure — управление электростанциями и дата-центрами (18 в Европе и Азии), логистика, проектирование экологичных объектов; оборот — $2,207 млрд, чистая прибыль — $132 млн, сотрудников — 2,6 тысяч.
- Property — строительство и инвестиции в недвижимость; в собственности подразделения участки под строительство 63 тысячи домов (31 тысяча в КНР, 20 тысяч во Вьетнаме, 8200 в Индонезии и 1200 в Сингапуре) и 1,5 млн м² офисных площадей; оборот — $1,782 млрд, чистая прибыль — $685 млн, сотрудников — 3,3 тысячи.
- Investments — инвестиции в такие компании, как KrisEnergy Limited, M1 Limited, k1 Ventures Ltd, проект Sino-Singapore Tianjin Eco-City, включает компании Keppel Capital и Keppel Urban Solutions; оборот — $173 млн, чистая прибыль — $235 млн, сотрудников — 416, активы под управлением — $29 млрд.

Распределение выручки по регионам деятельности:
- Сингапур — $3,048 млрд;
- КНР и Гонконг — $887 млн;
- Европа (Бельгия, Болгария, Великобритания, Германия, Нидерланды, Италия, Ирландия) — $525 млн;
- Южная Америка (Бразилия) — $460 млн;
- Азия (Индия, Индонезия, Малайзия, Мьянма, Филиппины, Таиланд, Вьетнам) — $376 млн;
- Северная Америка (США) — $281 млн;
- Япония и Республика Корея — $184 млн;
- Ближний Восток (Азербайджан, Катар, ОАЭ) — $130 млн;
- Австралия — $77 млн.

| Год                    | 2004  | 2005  | 2006  | 2007  | 2008  | 2009  | 2010  | 2011  | 2012  | 2013  | 2014  | 2015  | 2016  | 2017  |
| ---------------------- | ----- | ----- | ----- | ----- | ----- | ----- | ----- | ----- | ----- | ----- | ----- | ----- | ----- | ----- |
| Оборот                 | 3,963 | 5,688 | 7,601 | 10,43 | 11,81 | 11,99 | 9,140 | 10,08 | 13,97 | 12,38 | 13,28 | 10,30 | 6,767 | 5,964 |
| Чистая прибыль         | 0,464 | 0,564 | 0,751 | 1,131 | 1,098 | 1,190 | 1,307 | 1,491 | 1,914 | 1,846 | 1,885 | 1,525 | 0,784 | 0,217 |
| Активы                 | 10,51 | 12,59 | 13,90 | 15,80 | 16,75 | 17,97 | 21,64 | 25,10 | 29,21 | 30,06 | 31,59 | 28,92 | 29,23 | 28,11 |
| Собственный капитал    | 4,256 | 4,935 | 5,598 | 7,035 | 6,749 | 8,737 | 9,655 | 11,76 | 13,58 | 13,69 | 14,73 | 11,93 | 12,33 | 11,96 |
| Сотрудников, тыс. чел. | 22,19 | 23,63 | 29,19 | 31,91 | 35,62 | 31,78 | 31,36 | 33,75 | 38,39 | 38,88 | 39,05 | 36,15 | 28,88 | 21,86 |

## Акционеры
На 2018 год 57,3 % акций принадлежало институциональным инвесторам; 35,8 % акций находилось в собственности инвесторов из Сингапура, 4,8 % из остальной Азии, 10,5 % из Северной Америки и 9,8 % из Европы. Крупнейшим акционером является Temasek Holdings (20,48 %).